# Aldealafuente
Aldealafuente è un comune spagnolo di 142 abitanti situato nella comunità autonoma di Castiglia e León.